# Franklin Cover
Franklin Cover (20 de noviembre de 1928 – 5 de febrero de 2006) fue un actor estadounidense, conocido principalmente por ser uno de los protagonistas de la sitcom televisiva The Jeffersons. Su personaje, Tom Willis, formó parte de uno de los primeros matrimonios interraciales vistos en la televisión de gran audiencia.

## Biografía
Su nombre completo era Franklin Edward Cover, y nació en Cleveland (Ohio), siendo sus padres Britta Schreck y Franklin Held Cover.
Su carrera se inició como actor teatral, actuando en Enrique IV, parte 1 y Hamlet. También actuó en Forty Carats junto a Julie Harris. Su debut televisivo tuvo lugar en la serie Naked City, interviniendo más adelante en The Jackie Gleason Show.
Su papel más destacado fue el que llevó a cabo en la serie The Jeffersons como Tom Willis, personaje que estaba casado con una esposa negra, Helen, interpretada por Roxie Roker. El personaje de Cover a menudo era el complemento de George Jefferson, el hombre de negocios que encarnaba Sherman Hemsley. La sitcom se mantuvo en antena entre 1975 y 1985. En ese tiempo, Cover también trabajó en el film The Stepford Wives (1975).
Tras finalizar The Jeffersons, Cover siguió trabajando como artista invitado en diversos shows televisivos y en el cine, haciendo un papel de reparto en la película Wall Street. En 1994 actuó en el primer episodio de la serie ER, y su última actuación tuvo lugar en 1999, en un episodio del show Will & Grace titulado "Object Of My Rejection".
Franklin Cover falleció en la residencia Lillian Booth Actors' Fund of America en Englewood, Nueva Jersey, el 5 de febrero de 2006. Vivía en la misma desde diciembre de 2005, recuperándose de una enfermedad cardiaca, falleciendo a causa de una neumonía. Le sobrevivió su esposa, Mary Bradford Stone, y dos hijos, Susan y Bradford. Su hijo, Bradford Cover, es actor y vive en la ciudad de Nueva York.